# Taenaris gemmata
Taenaris gemmata är en fjärilsart som beskrevs av Hans Fruhstorfer 1911. Taenaris gemmata ingår i släktet Taenaris och familjen praktfjärilar. Inga underarter finns listade i Catalogue of Life.